# Mramorování

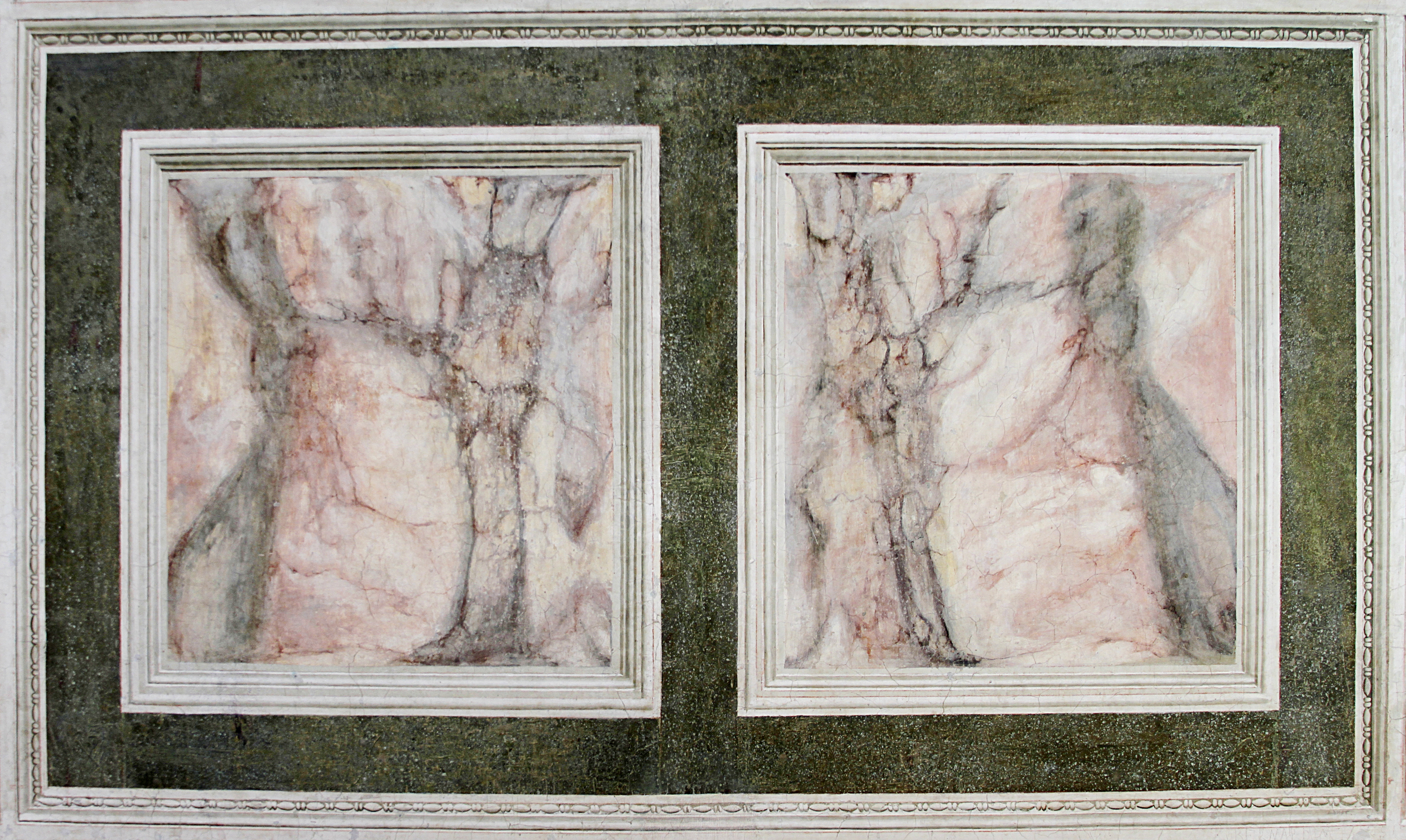
Kaple Scrovegniů, Giotto di Bondone

Mramorování označuje povrchovou strukturu vzhledem připomínající mramor. Mezi známé příklady patří skleněné předměty, jako je Oralit, syntetické plasty, jako je galalit nebo bakelit, a také povrchové struktury na stěnách, jako je štukový mramor. V širším smyslu slova sem můžeme zařadit i speciálně navržený mramorovaný papír.
Mramorování se také může objevit na kůži, kdy chladná, vlhká, světle modrozelená nebo mramorovaná kůže v důsledku snížení průtoku krve může být známkou šoku.
Pojem mramorování v chovu hospodářských zvířat a v masném průmyslu se vztahuje k rozložení intramuskulárního tuku ve svalovině. Tento pojem se používá především u hovězího masa.
S mramorováním se můžeme setkat i v přírodě, například o mramorovaná kresba srsti nebo zbarvení ptačích vajec. U dřeva vytváří mramorování hnilobný proces způsobený činností dřevokazných hub. V případě příznivých podmínek vzniká na dřevě mramorovaná kresba. Mramorování najdeme i v půdním profilu. Toto mramorování vytváří pseudooglejení, kdy se tvoří světlé a rezivé linky ve vyschlých chodbách zvířat neb v prostorách po odumřelých kořenech vyšších rostlin.

## Fotogalerie

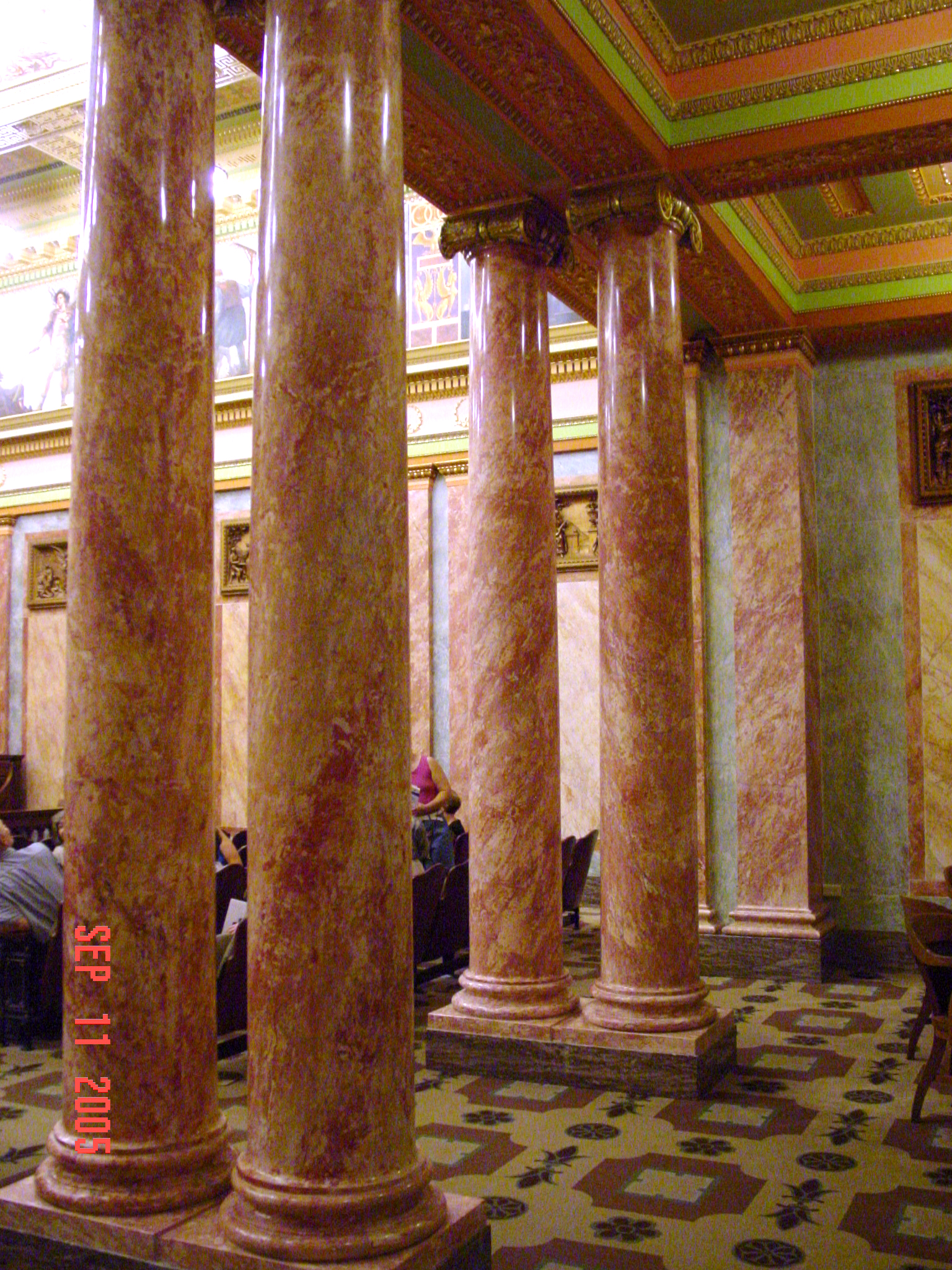
Mramorování na sloupech, zrekonstruovaná soudní budova okresu Allen ve Fort Wayne v Indianě
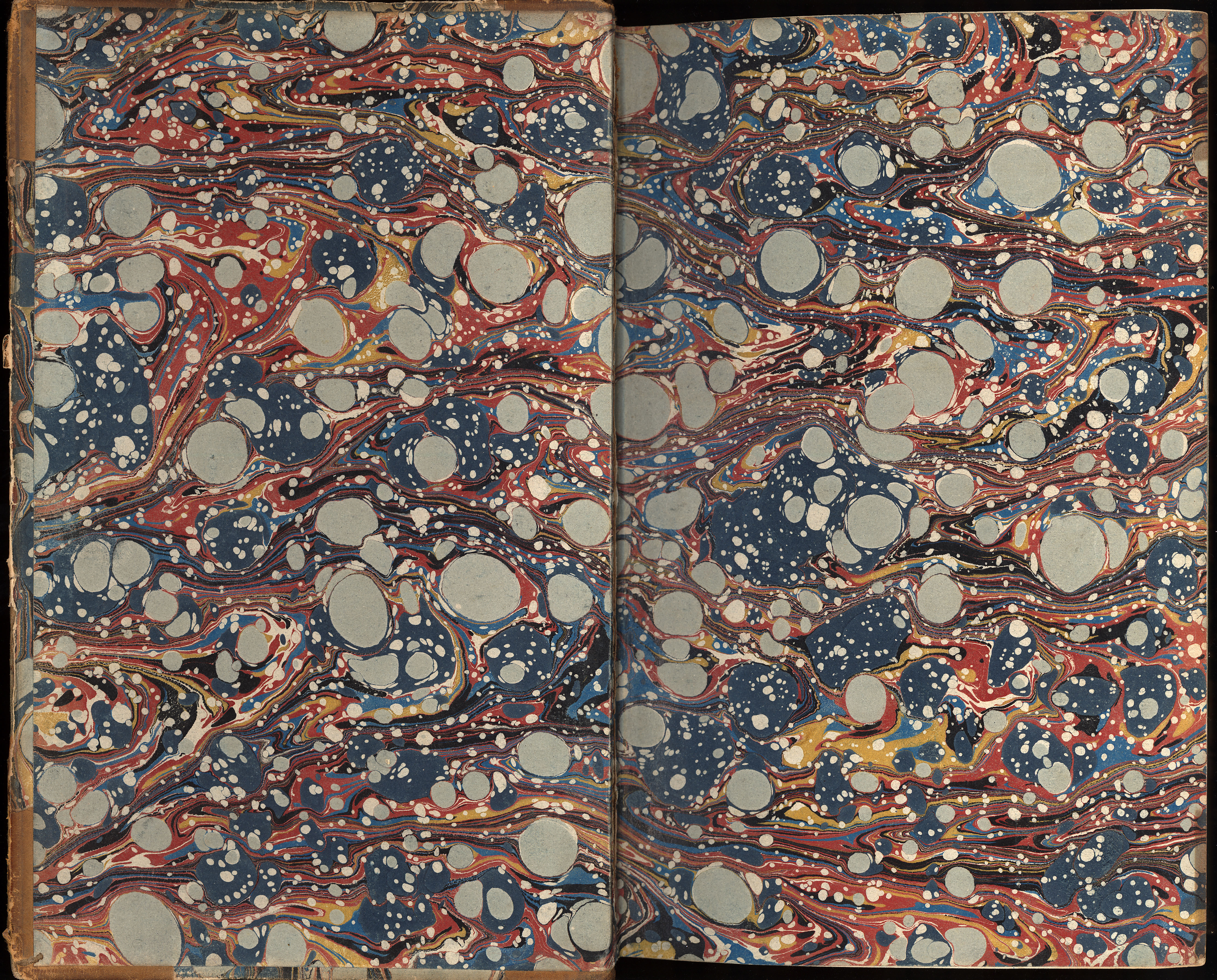
Anglický mramorovaný papír, 19. století
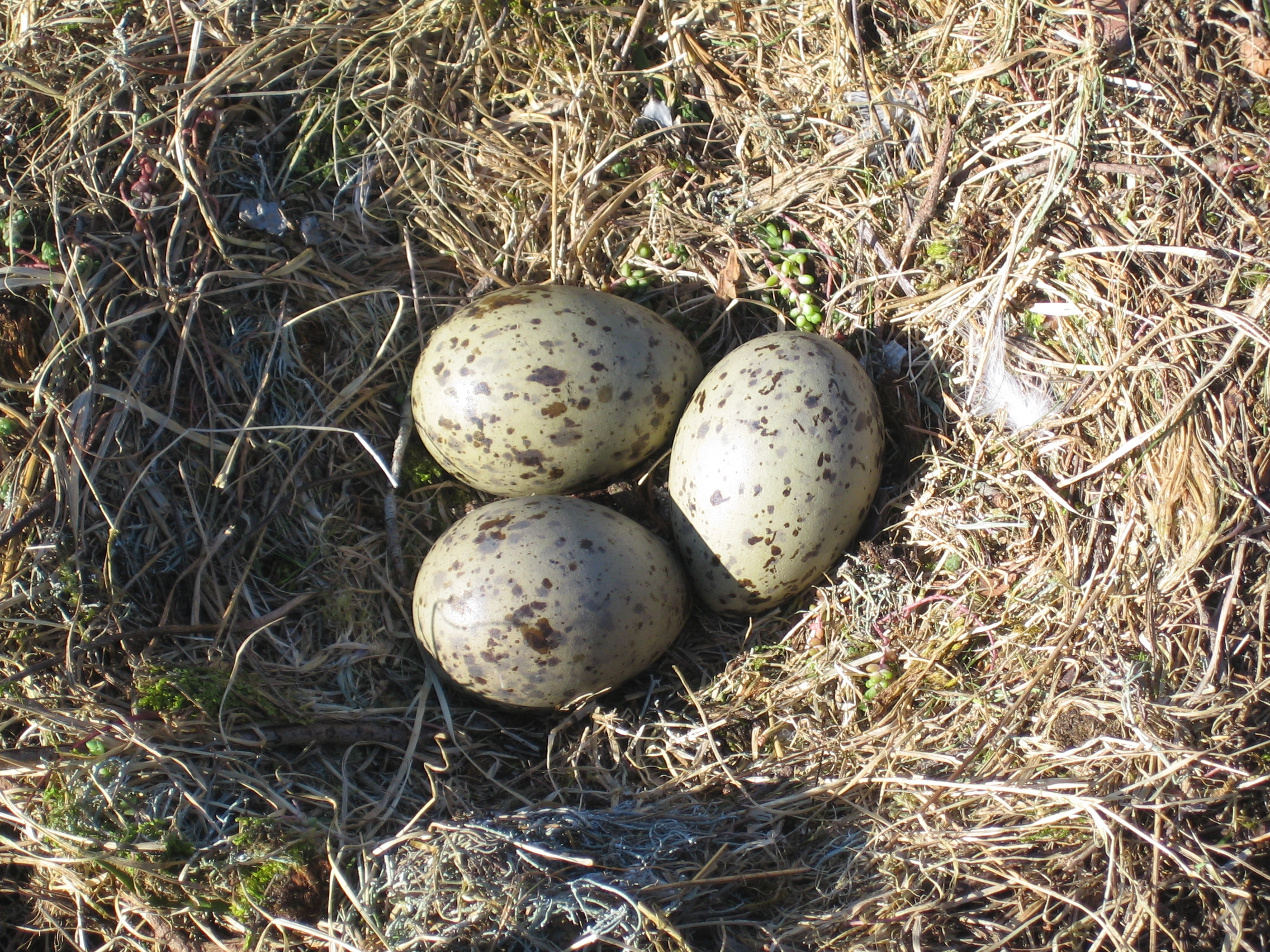
Hnědě mramorovaná ptačí vejce
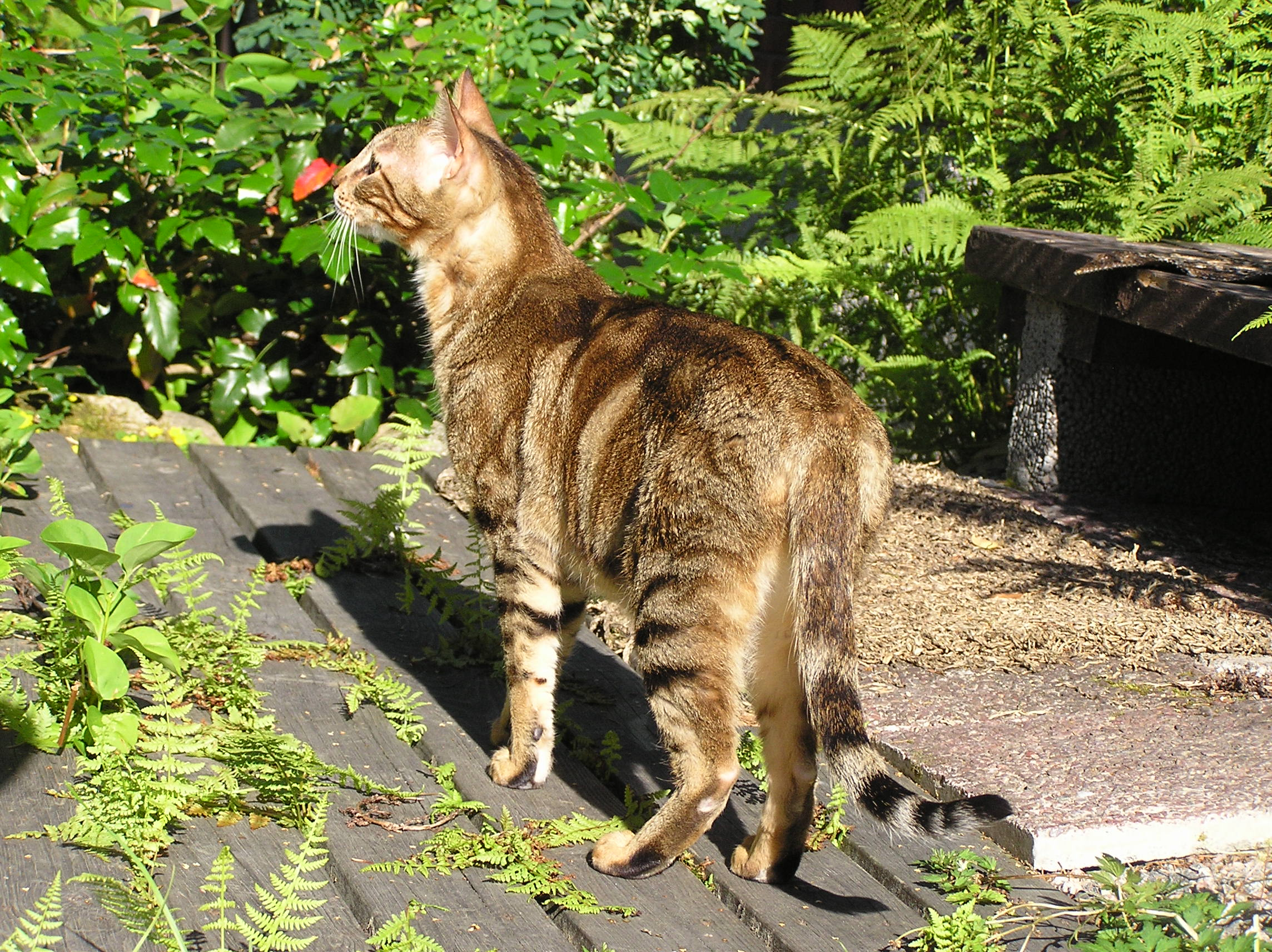
Černé mramorování u plemene kočky Sokoke
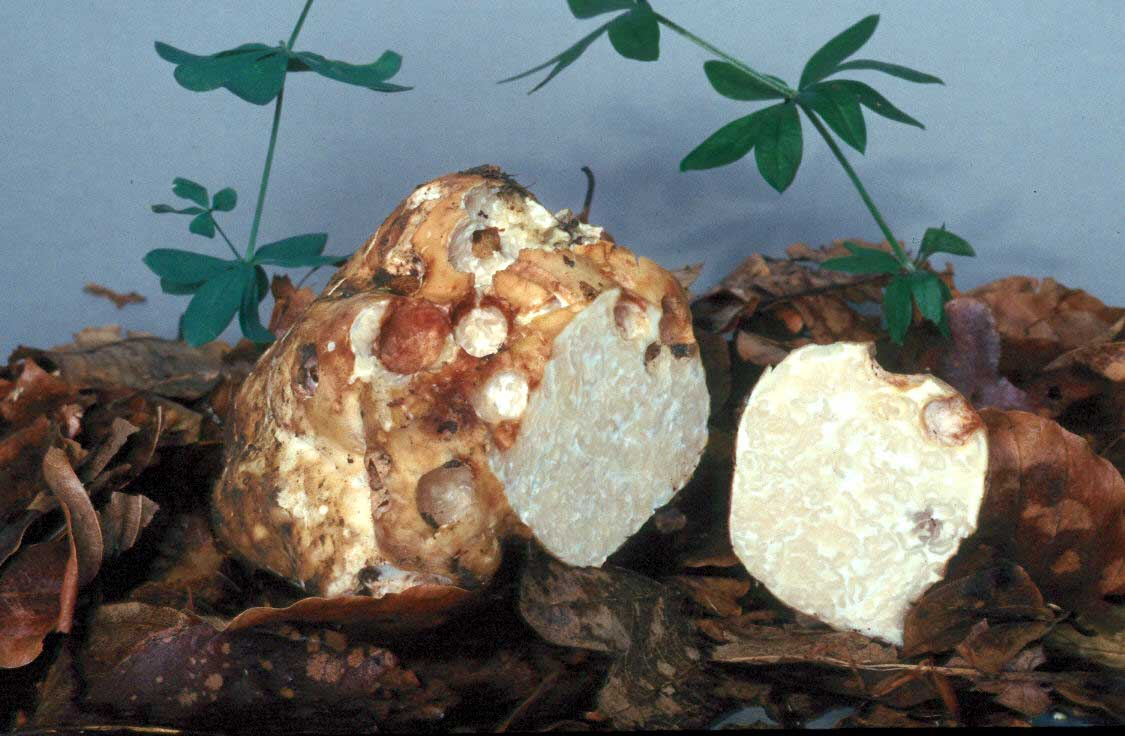
Dužnina bělolanýže obecného s šedým mramorováním
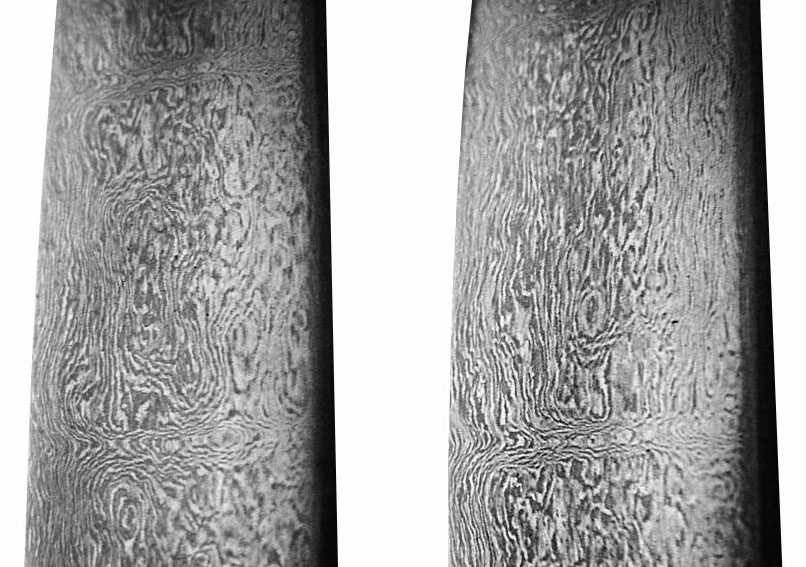
Čepel perského meče z damaškové oceli s tzv. mramorováním
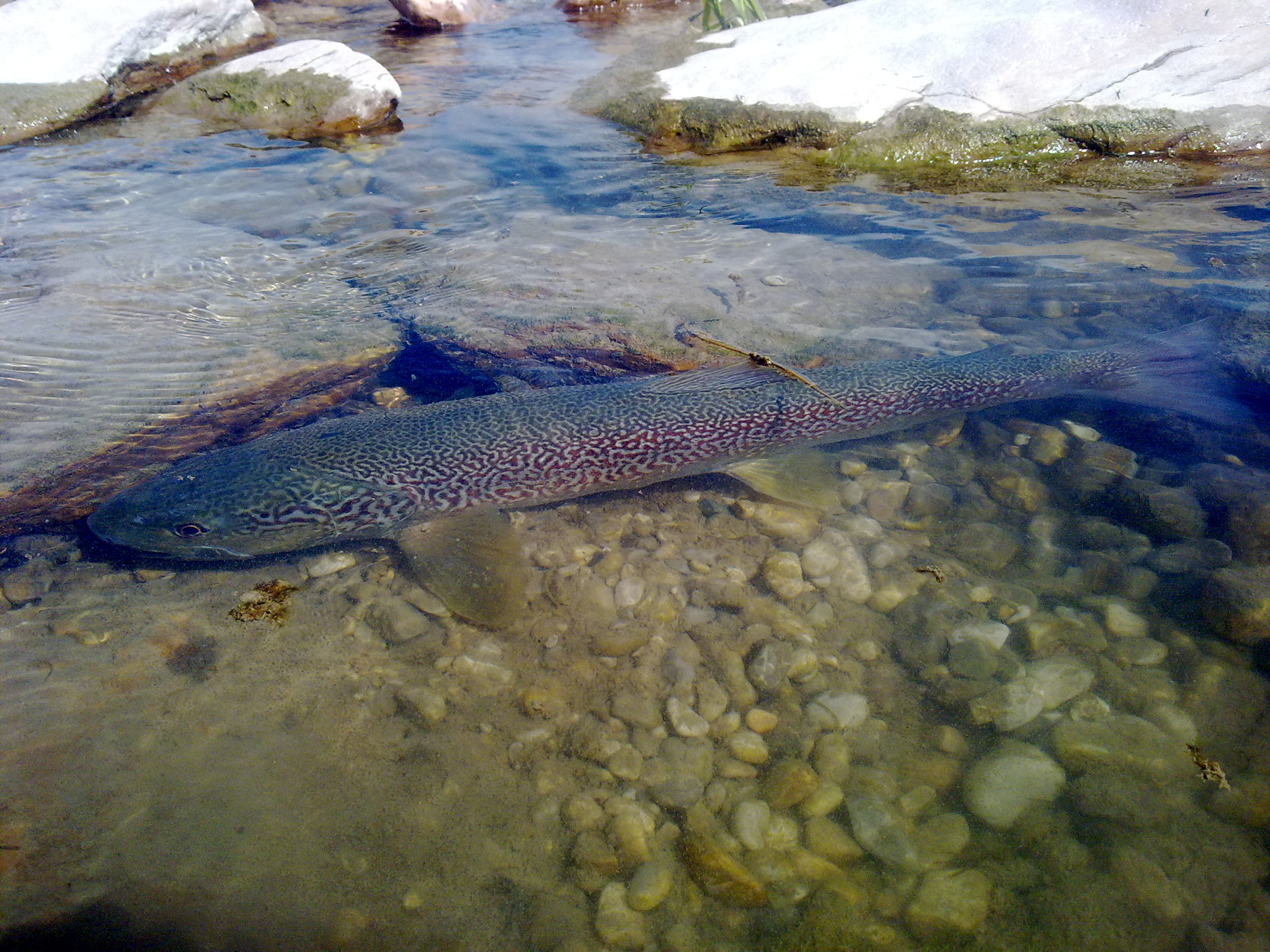
Viditelné mramorování u pstruha mramorovaného